# Еліас Олссон
Еліас Оскар Олссон (швед. Elias Oskar Olsson, нар. 23 квітня 2003, Арлев, Швеція) — шведський футболіст, центральний захисник польського клубу «Лехія» (Гданськ).

## Ігрова кар'єра

### Клубна
Еліас Олссон є вихованцем клубу «Кальмар», з яким підписав професійний контракт у листопаді 2018 року. Контракт вступав в дію лише з літа 2019 року. Дебютну гру в основі Олссон провів у квітні 2021 року, коли вийшов на поле з перших хвилин у матчі проти «Естерсунда».
У вересні 2021 року Олссон відправився в оренду у нідерландський «Гронінген». Але провів там лише одну гру і в січні повернувся до Швеції. Восени 2022 року футболіст знову був відданий в оренду. Цього разу його клубом став данський «Нествед», який грав у першому дивізіоні чемпіонату Данії. На початку 2023 року Олссон знову повернувся до «Кальмара».
У серпні 2023 року захисник підписав контракт з польською «Лехією», яка починала сезон у другому дивізіоні. 13 серпня Еліас провів першу гру у новій команді.

### Збірна
У 2024 році Олссон дебютував у складі молодіжної збірної Швеції.